# Синонимия в немецком языке
Синонимы в немецком языке представляют собой немецкие слова, которые имеют сходные значения, близкое предметно-логическое содержание. Также к синонимам могут быть отнесены слова, одинаковые по номинативной отнесённости, имеющие стилистические отличия, слова, принадлежащие к одной и той же части речи с близкими лексическими значениями. Примеры немецких синонимов: berühmt — bekannt, gesund — heil и т. д.
К одному слову может быть подобрано большое количество слов, близких по значению. Например, для глагола sehen синонимами будут глаголы betrachten, blicken, glotzen, gucken, schauen, starren, stieren. В некоторых случаях одно слово может иметь ряд синонимов, различных по значению. Современное немецкое слово toll может иметь синонимы к критическим смыслом (einfältig, anmaßend, exzentrisch, verrückt, geistesgestört, besessen, schizophren, überkandidelt, überdreht, überzogen) и в значении положительном (großartig, wunderbar, super, geil, spitze, spitzenmäßig, klasse, dufte, stark, cool).
Функции синонимии в немецком языке самые различные. Использование синонимов в речи позволяет обогатить её, выразить мысль, используя большее количество схожих слов с различными смысловыми оттенками. Функция идеографическая призвана уточнять значения слов, стилистическая (и семантико-стилистическая) — разнообразить речь, выразить стиль.
Синонимы образуют синонимические ряды, ядром которого является нейтральное слово, а прочие элементы — семантически окрашенные слова, схожие с нейтральным. Например: Gesicht — Angesicht — Antlitz — Fratze — Visage — Physiognomie — Fresse. Помимо стилистической окраски элементы ряда могут иметь различную степень проявления признака (gut — ausgezeichnet), различный характер действия (gehen — schreiten) и специализацию (gießen — eingießen), а также мотивацию (sich benehmen — sich betragen), результативность (wecken — erwecken) и постоянство свойства (böse — erbost).
Синонимы в немецком языке появлялись в результате заимствований (Rundfunk — Radio, Gasthaus — Hotel) и сознательного противостояния этим заимствованиям (Adresse — Anschrift, Universum — Weltall), параллелизма образовательных средств (kostenlos — kostenfrei, Lauferei — Gelaufe) и перехода диалектизмов в общее употребление (Flagge — Fahne, Blaubeere — Heidelbeere).